# Lucretia St. Clair Joof
Lucretia St. Clair Joof, née en 1913 à Bathurst et morte en août 1982, est une femme politique gambienne. Elle est notamment la première femme membre de la Chambre des représentants de la Gambie.

## Biographie

### Carrière
Lucretia St. Clair Joof est enseignante dans le secondaire au début des années 1930, puis travaille comme commis chez un détaillant français. 
St. Clair Joof est membre du conseil municipal de Bathurst à partir de 1964 avant d'être à nouveau nommée à ce poste en janvier 1968. Après qu'un projet de loi visant à doubler le nombre de personnes nommées à la Chambre des représentants ait été adopté en août 1968, le président Dawda Jawara la nomme membre de ce corps législatif ; elle devient ainsi la première femme gambienne à siéger au Parlement. Elle a aussi été présidente du Comité des parcs et des loisirs, étant notamment responsable de la construction de l'aire de jeux sur la place MacCarthy et du parc commémoratif King George V. Elle quitte le Parlement en 1977, mais continue à siéger au conseil.

### Vie privée
Lucretia St. Clair Joof est d'abord mariée à l'avocat Tom Taylor. Après sa mort, elle épouse en 1941 l'avocat et homme politique George St. Clair Joof, décédé en 1955.